# Лей, Георг
Георг Лей (нем. Georg Leyh) (6 июня 1877, Ансбах, Германия — 19 июня 1968, Тюбинген, Германия) — немецкий библиотековед, библиотечный деятель и редактор, профессор (1928).

## Биография
Родился 6 июня 1877 года в Ансбахе. В 1896 году окончил гимназию. В 1903 году защитил докторскую диссертациюВ 1904 году поступил на работу в университетскую библиотеку в Галльском университете и проработал библиотекарем вплоть до 1921 года, в 1921 году возглавил данную библиотеку, одновременно с этим с 1921 по 1947 год занимал должность директора университетской библиотеки в Тюбингене.
Скончался 19 июня 1968 года в Тюбингене, спустя 13 дней после празднования своего дня рождения.

## Научные работы
Основные научные работы посвящены проблемам развития научных библиотек. Автор ряда научных работ.
- Принимал активное участие в подготовке Справочника по библиотековедению.
- Считал библиотековедение наукой со своими специфическими целями и задачами.

### Избранные научные работы
Bibliographie in: Viktor Burr (Hrsg.): Georg Leyh. Verzeichnis seiner Schriften. Wiesbaden 1957.
- Das Dogma von der systematischen Aufstellung. In: Zentralblatt für Bibliothekswesen. Band 29, 1912, S. 241–259 (недоступная ссылка); Band 30, 1913, S. 97–136 (недоступная ссылка).
- Die wissenschaftliche Stadtbibliothek. Mohr, Tübingen 1929.
- Die deutschen wissenschaftlichen Bibliotheken nach dem Krieg. Mohr, Tübingen 1947.
- Die Bildung des Bibliothekars. Munksgaard, Kopenhagen 1952.

## Редакторская деятельность
- 1922-44 — Главный редактор ведущего немецкого библиографического журнала Zentralblatt für Bibliothekswesen.

## Награды и премии
- 1954 — Национальная премия ГДР.